# مار بيتي أبلا أوصر

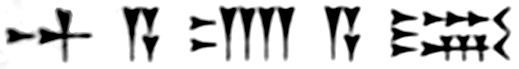
إسمه بالأكدي

ماربيتي أبلا أوسور، والذي يعني، "يا ماربيتي، احمِ الوريث". كان ماربيتي إلهًا مرتبطًا بدير مع ملاذ في بورسيبا. حكم ماربيتي أبلا أوسور من حوالي 980 إلى 975 قبل الميلاد وكان الملك الوحيد لسلالة بابل السابعة أو العيلامية قصيرة العمر. كان معاصرًا للملك الآشوري آشور ريشيشي الثاني. 

## حياته
الظروف المحيطة بسقوط سلالة البازي السابقة وصعوده غير معروفة. كان اسمه أكاديًا بالكامل ووُصف بأنه سليل بعيد لعيلام، . لا يوجد حكام معروفون لعيلام يحملون ألقابًا أكادية، لكن حكمه يتزامن مع فترة فارغة في التاريخ السياسي العيلامي. استمر حكمه لمدة ست سنوات ودُفن في قصر سرجون أو "ملك شرعي"، اذ تم دفنه دفن مناسب لملك شرعي. يسجل سجل الأسرات الانتقائي شهر نيسان في عامه الرابع ولكن الحدث غير محفوظ. قد يكون متعلقاً بتعليق مهرجان أكيتو بسبب الغزوات الآرامية، حيث أن هذا هو الموضوع النموذجي للسجل.
تم العثور على أربعة رؤوس سهام برونزية من لرستان نُقش عليها اسمه واللقب الملكي "شار كيشتاتي"، أي "ملك العالم". كانت هذه الرؤوس محفوظة كجزء من مجموعة فوروغي في طهران.